# Liste der Kulturdenkmäler in Ludwigshafen-Südliche Innenstadt
In der Liste der Kulturdenkmäler in Ludwigshafen-Südliche Innenstadt sind alle Kulturdenkmäler des Stadtteils Südliche Innenstadt der rheinland-pfälzischen Stadt Ludwigshafen am Rhein aufgeführt. Grundlage ist die Denkmalliste des Landes Rheinland-Pfalz (Stand: 18. November 2024).

## Denkmalzonen
| Bezeichnung                   | Lage | Baujahr | Beschreibung | Bild            |
| ----------------------------- | --- | ------- | --- | --------------- |
| Denkmalzone Max-Reger-Viertel | Brucknerstraße 4–10 (gerade Nummern), Max-Reger-Straße 1–14, Rottstraße 55–63 (ungerade Nummern) Lage | 1922/23 | Wohnsiedlung für Arbeiter und Angestellte, viergeschossige Baublöcke mit Attikageschossen und Walmdächern, zweigeschossige Reihenhäuser mit Walmdächern, Torbau sowie dreigeschossiger Häuserblock, rückwärtige Loggien, historisierende Gestaltungselemente, teilweise mit expressionistischen Details, 1922/23, Gemeinnützige AG für Wohnungsbau, Architekt Karl Latteyer unter Mitwirkung von Hans Schneider | Fotos hochladen |
| Denkmalzone Westendsiedlung   | Bahnhofstraße 58 und 79–83 (ungerade Nummern), Benckiserstraße 71–87 (ungerade Nummern), Bürgermeister-Kutterer-Straße 40–50 (gerade Nummern), Friedrich-Lux-Straße 1–15 (ungerade Nummern), Westendstraße 18–34 (gerade Nummern) Lage | 1929/30 | Wohnsiedlung für Arbeiter, fünfgeschossige Backsteinbaublöcke mit Flachdach um begrünte Innenhöfe, teilweise kubische Staffelung, Neue Sachlichkeit, 1929/30, Gemeinnützige AG für Wohnungsbau | Fotos hochladen |

## Einzeldenkmäler
| Bezeichnung                                     | Lage                                                           | Baujahr                 | Beschreibung | Bild                           |
| ----------------------------------------------- | -------------------------------------------------------------- | ----------------------- | --- | ------------------------------ |
| Kammerschleuse                                  | An der Kammerschleuse Lage                                     | 1894–97                 | ehemalige Kammerschleuse; kubische Torflanken, Sandsteinquader, mit technischen Vorrichtungen, 1894–97; Pegelturm, gründerzeitlicher Sandsteinquaderbau mit technischen Vorrichtungen, um 1900                                                                             | weitere Bilder Fotos hochladen |
| Verwaltungsgebäude der Pfalzwerke AG            | Bayernstraße 37 Lage                                           | 1921–23                 | viergeschossige kunststeingegliederte Putzbauten mit Attikageschoss, monumentaler Portikus, Walmdach, 1921–23, Architekten Otto Schittenhelm und Karl Latteyer, Erweiterungsbau, 1934, Architekten Hoock & Kemnet                                                          | weitere Bilder Fotos hochladen |
| Finanzamt                                       | Bayernstraße 39 und Kurfürstenstraße 42 Lage                   | 1913                    | ehemaliges Rentamt; repräsentativer großvolumiger Putzbau, neubarocke Motive, 1913, Entwurf Königliches Landbauamt Speyer | Fotos hochladen                |
| Wohnhaus                                        | Bayernstraße 52 Lage                                           | 1909                    | viergeschossiges hausteingegliedertes Zeilenwohnhaus, Mansarddach, Jugendstilmotive, 1909, Architekten L. und R. Böhler | Fotos hochladen                |
| Wohnhaus                                        | Bayernstraße 54 Lage                                           | 1909                    | viergeschossiges hausteingegliedertes Zeilenwohnhaus, Mansarddach, Jugendstilmotive, 1909, Architekten L. und R. Böhler | Fotos hochladen                |
| Wohnhaus                                        | Bayernstraße 56 Lage                                           | 1909                    | viergeschossiges hausteingegliedertes Zeilenwohnhaus, Mansarddach, Jugendstilmotive, 1909, Architekten L. und R. Böhler | Fotos hochladen                |
| Wohnhaus                                        | Bayernstraße 57 Lage                                           | 1909/10                 | viergeschossiges Zeilenwohnhaus mit Mansarddach, Jugendstilmotive, 1909/10, Architekt Georg Wüst | Fotos hochladen                |
| Wohnhaus                                        | Bayernstraße 58 Lage                                           | 1911/12                 | anspruchsvolles viergeschossiges Zeilenwohnhaus mit Mansarddach, vom Jugendstil beeinflusste klassizistische Motive, 1911/12, Architekt Otto Schittenhelm | Fotos hochladen                |
| Wohnhaus                                        | Bayernstraße 59 Lage                                           | um 1910                 | anspruchsvolles viergeschossiges Zeilenwohnhaus, Jugendstilmotive, um 1910 | Fotos hochladen                |
| Wohnhaus                                        | Bayernstraße 60 Lage                                           | 1910                    | viergeschossiges Zeilenwohnhaus, Sandsteinquaderbau, 1910, Architekt Karl Wiener | Fotos hochladen                |
| Wohn- und Geschäftshaus                         | Bayernstraße 61 Lage                                           | 1912                    | viergeschossiges Zeilenwohn- und Geschäftshaus, hausteingegliederter Putzbau, 1912, Architekt Karl Wiener | Fotos hochladen                |
| Wohnhaus                                        | Bayernstraße 69 Lage                                           | 1911                    | viergeschossiges Zeilenwohnhaus, sandsteingegliederter Putzbau, 1911, Architekt Otto Schittenhelm | Fotos hochladen                |
| Wohnhaus                                        | Bayernstraße 73 und Pfalzgrafenstraße 67 Lage                  | 1921                    | großvolumiges Eckwohnhaus, anspruchsvoll gegliederter viergeschossiger Walmdachbau, 1921, Architekten Marx & Wagner; straßen- und platzbildprägend | Fotos hochladen                |
| Miró-Wand                                       | Berliner Straße, an Nr. 23 Lage                                | 1978/79                 | künstlerisch gestaltete Keramikfassade am Wilhelm-Hack-Museum, 1978/79, Joan Miró und Joan Gardy Artigas, Barcelona | weitere Bilder Fotos hochladen |
| Pfalzbau                                        | Berliner Straße 30 Lage                                        | 1964–68                 | Theater- und Konzerthaus, 1964–68, Architekten Alfred Koch und Edwin Steinhauer, Ludwigshafen; Ausstattung mit hochwertiger Kunst am Bau durch Blasius Spreng, München, und Ernst W. Kunz, Ludwigshafen                                                                    | weitere Bilder Fotos hochladen |
| Wohnhaus                                        | Berliner Straße 43 Lage                                        | 1902                    | dreigeschossiges Zeilenwohnhaus, Backsteinbau mit Mansarddach, Neurenaissancemotive, 1902, Architekten Gebrüder Hoffmann | Fotos hochladen                |
| Wohnhaus                                        | Berliner Straße 45 Lage                                        | 1902                    | spätgründerzeitliches Zeilenwohnhaus, sandsteingegliederter Backsteinbau mit Mansarddach, 1902, Architekten Wiedemann & Schneekloth | Fotos hochladen                |
| Wohnhaus                                        | Berliner Straße 47 Lage                                        | 1914                    | viergeschossiges historistisches Zeilenwohnhaus mit Mansarddach, 1914, Architekt H. Zimmermann | Fotos hochladen                |
| Katholische St. Ludwigskirche                   | Bismarckstraße 37 Lage                                         | 1858–62                 | dreischiffiger neuromanischer Sandsteinquaderbau, 1858–62, Architekt Heinrich Hübsch, Karlsruhe; stadtbildprägend; nach Kriegszerstörung des Langhauses Wiederaufbau 1952–54, Architekt Philipp Blaumer                                                                    | weitere Bilder Fotos hochladen |
| Schulhaus                                       | Bismarckstraße 39 Lage                                         | 1906                    | ehemalige Mädchenschule; stattlicher drei- und viergeschossiger Sandsteinquaderbau auf L-förmigem Grundriss mit Walmdach, Jugendstil, 1906, Architekt Stadtbaumeister Brunhard                                                                                             | Fotos hochladen                |
| Bürgermeister-Ludwig-Reichert-Haus              | Bismarckstraße 44–48 Lage                                      | 1956                    | Kulturgebäude mit Foyer und Saal im Obergeschoss, 1956, Architekt K. Lochner | weitere Bilder Fotos hochladen |
| Wohnhaus                                        | Brucknerstraße 2 Lage                                          | 1910/11                 | viergeschossiges Zeilenwohnhaus, nobler Walmdachbau, 1910/11, Architekten L. und R. Böhler; straßenbildprägend | Fotos hochladen                |
| Wohnhaus                                        | Brucknerstraße 12 Lage                                         | 1912                    | viergeschossiges Zeilenwohnhaus, Jugendstilbau mit Mansarddach, 1912, Architekt Peter Ferber | Fotos hochladen                |
| Wohnhaus                                        | Brucknerstraße 14 Lage                                         | 1910/11                 | viergeschossiger Walmdachbau, Jugendstilmotive, 1910/11 | Fotos hochladen                |
| Villa                                           | Bürgermeister-Kutterer-Straße 37 Lage                          | 1910                    | neubarocke Walmdach-Villa, 1910, Stadtbaumeister Markus Sternlieb | Fotos hochladen                |
| Geschwister-Scholl-Gymnasium                    | Friedrich-Heene-Straße 11 Lage                                 | 1926/27                 | kubisch gestaffelter Walmdachbau mit Fensterbändern, expressionistische Motive, 1926/27, Architekten Albert Boßlet und Karl Lochner; Anbau der 1950er Jahre mit weitauskragender Türüberdachung                                                                            | weitere Bilder Fotos hochladen |
| Wohnhaus                                        | Gneisenaustraße 8 Lage                                         | 1919/20                 | viergeschossiges Zeilenwohnhaus, hochgesockelter sandsteingegliederter Putzbau, 1919/20, Architekt August Greifzu | Fotos hochladen                |
| Wohnhaus                                        | Gneisenaustraße 10 Lage                                        | 1919/20                 | viergeschossiges Zeilenwohnhaus, hochgesockelter sandsteingegliederter Putzbau, 1919/20, Architekt August Greifzu | Fotos hochladen                |
| Wohnhaus                                        | Halbergstraße 52 Lage                                          | um 1900                 | viergeschossiges Zeilenwohnhaus mit Mansarddach, reiche Neubarock und Neurokokko-Fassadendekoration, um 1900 | Fotos hochladen                |
| Bankgebäude                                     | Kaiser-Wilhelm-Straße 23 Lage                                  | 1903                    | ehemalige Königlich Bayerische Bank; hochgesockelter dreigeschossiger Monumentalbau mit Walmdach, Neubarock, 1903, Architekt Albert Schmitt, München, 1914/16 erweitert | Fotos hochladen                |
| Verwaltungsbau der Städtischen Verkehrsbetriebe | Karl-Krämer-Straße 2/2a/4 Lage                                 | 1909/10                 | repräsentativer barockisierender Walmdachbau mit dreigeschossigen Eckpavillons, Architekt Gotthold Holzinger; platzbildprägend | weitere Bilder Fotos hochladen |
| Evangelische Lukaskirche                        | Kurfürstenstraße 46 Lage                                       | 1959–61                 | monumentaler Saalbau mit betont profanem Charakter, 1959–61, Architekt Heinrich Otto Vogel (Trier), Fassadenreliefs von Franz Lind (Freinsheim) | weitere Bilder Fotos hochladen |
| Wohnhaus                                        | Lisztstraße 144 Lage                                           | 1912/13                 | viergeschossiges Zeilenwohnhaus, sandsteingegliederter Mansarddachbau mit spiegelsymmetrisch gleichartiger Fassadenstruktur zu Nr. 146 und individuellen Details, 1912/13, Architekt Otto Schittenhelm                                                                     | Fotos hochladen                |
| Wohnhaus                                        | Lisztstraße 146 Lage                                           | 1912/13                 | viergeschossiges Zeilenwohnhaus, sandsteingegliederter Mansarddachbau mit spiegelsymmetrisch gleichartiger Fassadenstruktur zu Nr. 144 und individuellen Details, 1912/13, Architekt Otto Schittenhelm                                                                     | Fotos hochladen                |
| Wohnhaus                                        | Lisztstraße 148 Lage                                           | 1911                    | prototypisches viergeschossiges Zeilenwohnhaus mit oktogonalem Standerker und Mansarddach, 1911, Architekt Otto Schittenhelm | Fotos hochladen                |
| Wohnhaus                                        | Lisztstraße 152 Lage                                           | 1912                    | viergeschossiges historisierendes Eckwohnhaus, anspruchsvoller Skulpturenschmuck, 1912, Architekt Otto Schittenhelm | Fotos hochladen                |
| Wohnhaus                                        | Lisztstraße 154 Lage                                           | 1912                    | viergeschossiges historisierendes Zeilenwohnhaus, anspruchsvoller Skulpturenschmuck, 1912, Architekt Otto Schittenhelm | Fotos hochladen                |
| Wohnhaus                                        | Lisztstraße 164 Lage                                           | 1909/10                 | viergeschossiges großbürgerliches Zeilenwohnhaus, vom Jugendstil beeinflusste klassizistische Motive, 1909/10, Architekt Otto Schittenhelm | Fotos hochladen                |
| Wohnhaus                                        | Lisztstraße 166 Lage                                           | 1909/10                 | viergeschossiges großbürgerliches Zeilenwohnhaus, vom Jugendstil beeinflusste klassizistische Motive, 1909/10, Architekt Otto Schittenhelm | Fotos hochladen                |
| Wohnhaus                                        | Lisztstraße 170 Lage                                           | 1911/12                 | viergeschossiges Zeilenwohnhaus, klassizistische Motive, 1911/12, Architekt Johann Orth | Fotos hochladen                |
| Pavillon                                        | Ludwigsplatz 13a Lage                                          | 1952                    | ehemals städtisches Verkehrsbüro mit Gartencafé; Pavillon in Stahlbetonkonstruktion, Fensterband, Flachdach, 1952; bauzeitliche Ausstattung | weitere Bilder Fotos hochladen |
| Wohn- und Geschäftshaus                         | Ludwigstraße 26–30 Lage                                        | 1952–53                 | Wohn- und Geschäftshaus, Stahlbeton-Skelettbau in strenger Rasterung, 1952–53, Architekt Heinrich Schmitt | Fotos hochladen                |
| Zentralumspannwerk                              | Lutherstraße 6–11c Lage                                        | 1927–29                 | ehemaliges Zentralumspannwerk; monumentaler Verwaltungsbau auf U-förmigem Grundriss; viergeschossiger Kubus in Eisenbetonkonstruktion, kunststeingegliederter Klinkerfassaden, Bauhaus- und expressionistische Motive, 1927–29, Architekt Hans Graf                        | weitere Bilder Fotos hochladen |
| Turm der evangelischen Lutherkirche             | Maxstraße 33 Lage                                              | 1858–62                 | Ruine, Fassade mit Turm des neugotischen Saalbaus, 1858–62, Architekt August von Voit, München, 1883 angebrachte Skulpturen von Bildhauer Moest, Karlsruhe | weitere Bilder Fotos hochladen |
| Evangelische Melanchthonkirche                  | Maxstraße 38 Lage                                              | 1949                    | schlichter Sandstein-Saalbau, 1949, Architekt Otto Bartning, Neckarsteinach | weitere Bilder Fotos hochladen |
| Villa                                           | Mundenheimer Straße 140 Lage                                   | 1924/25                 | Fabrikantenvilla, großvolumiger Walmdachbau, expressionistische Motive, 1924/25, Architekt Ernst Plattner, Mannheim | weitere Bilder Fotos hochladen |
| Verwaltungsgebäude                              | Mundenheimer Straße 149 Lage                                   | 1926/27                 | dreigeschossiger expressionistisch-sachlicher Kubus auf L-förmigem Grundriss, erhöhte Ecke, 1926/27, Architekt Rudolf Brüning, Düsseldorf; stadtbildprägend | Fotos hochladen                |
| Katholische Herz-Jesu-Kirche                    | Mundenheimer Straße 218 Lage                                   | 1926–29                 | monumentaler, basilikal angelegter Blankziegelbau unter expressionistischem Einfluss, 1926–29, Architekt Albert Boßlet, Würzburg/München, unter Mitwirkung von Karl Lochner, Ludwigshafen; mit Ausstattung; Pfarrhaus (Mundenheimer Straße 216), Backsteinbau mit Walmdach | weitere Bilder Fotos hochladen |
| Rheinschule                                     | Mundenheimer Straße 220 Lage                                   | 1913/14                 | ehemalige Rheinschule; historisierende Dreiflügelanlage, dreigeschossige durchfensterte Putzbauten mit Mansarddächern, überkuppelter Treppenhausturm, 1913/14, Entwurf des Städtischen Hochbauamts; stadtbildprägend                                                       | Fotos hochladen                |
| Wohn- und Geschäftshaus                         | Mundenheimer Straße 232 Lage                                   | 1904/05                 | großvolumiges Eckwohn- und Geschäftshaus, viergeschossiger Jugendstilbau mit Walmdach, 1904/05, Architekt Leonhard Weglehner, Mannheim | Fotos hochladen                |
| Wohnhaus                                        | Mundenheimer Straße 241 Lage                                   | 1902                    | viergeschossiges gründerzeitliches Zeilenwohnhaus, Hausteinquaderbau mit Jugendstildekor, 1902, Architekt Valentin Balzer | Fotos hochladen                |
| Spitzbunker                                     | Pasadenaallee, bei Nr. 15 Lage                                 | Anfang der 1940er Jahre | Spitzbunker (Winkelturm); kegelförmiger Baukörper aus Stahlbeton mit steilerem Schaft und flacherem Helm, Anfang der 1940er Jahre | Fotos hochladen                |
| Wohnhaus                                        | Pfalzgrafenstraße 63 Lage                                      | 1906                    | viergeschossiges Zeilenwohnhaus, Sandsteinquaderbau mit Mansarddach, Jugendstilmotive, 1906, Architekt Türk & Sohn; mit Ausstattung | Fotos hochladen                |
| Wohnhaus                                        | Pfalzgrafenstraße 65 Lage                                      | 1907                    | viergeschossiges Zeilenwohnhaus, Sandsteinquaderbau, Jugendstilmotive, 1907, Architekt J. Raisch | Fotos hochladen                |
| Wohnhaus                                        | Roonstraße 2 Lage                                              | 1919/20                 | viergeschossiges Zeilenwohnhaus, hochgesockelter sandsteingegliederter Putzbau, 1919/20, Architekt August Greifzu | Fotos hochladen                |
| Wohnhaus                                        | Roonstraße 4 Lage                                              | 1919/20                 | viergeschossiges Zeilenwohnhaus, hochgesockelter sandsteingegliederter Putzbau, 1919/20, Architekt August Greifzu | Fotos hochladen                |
| Wohn- und Geschäftshaus                         | Rottstraße 34 Lage                                             | 1919/20                 | vier- und fünfgeschossiges Eckwohn- und Geschäftshaus, großvolumiger zeittypischer Putzbau, 1919/20; straßenbildprägend | Fotos hochladen                |
| Wohnhaus                                        | Rottstraße 53 Lage                                             | 1908                    | dreigeschossiges Zeilenwohnhaus mit Mansarddach, Torfahrt, sandsteingegliederter Putzbau, Jugendstilmotive, 1908, Architekt Johann Orth | Fotos hochladen                |
| Wohnhaus                                        | Rottstraße 71 Lage                                             | 1921                    | herrschaftliches dreigeschossiges Zeilenwohnhaus mit Mansarddach, kunststeingegliederter Putzbau, 1921 | Fotos hochladen                |
| Luftschutzhochbunker                            | Saarlandstraße 34 Lage                                         | 1941                    | Luftschutzhochbunker; oktogonale Eisenbetonkonstruktion mit eingeschossigem Turmaufbau mit Zeltdach, 1941, Architekt Heinrich Schmitt | Fotos hochladen                |
| Wohnblock                                       | Saarlandstraße 135–143, Knollstraße 1, Pestalozzistraße 2 Lage | 1920–25                 | Wohnblock für Unteroffiziersfamilien der französischen Besatzung, repräsentativer viergeschossiger Häuserblock mit Seitenflügeln, langgestreckter kunststeingegliederter Walmdachbau, 1920–25                                                                              | Fotos hochladen                |
| Wohnhaus                                        | Saarlandstraße 145 Lage                                        | 1906                    | Zeilenwohnhaus, viergeschossiger Jugendstilbau, 1906, Architekt Hugo Kieser | Fotos hochladen                |
| Wohnhaus                                        | Schützenstraße 2 Lage                                          | 1906                    | viergeschossiges Zeilenwohnhaus mit Mansarddach, Jugendstilmotive, 1906, Architekt Franz Eichenauer | Fotos hochladen                |
| Ludwigshafener Walzmühle                        | Walzmühlstraße 65, 65a, Rheinuferstraße 9, 9a, 9b Lage         | 1906                    | anspruchsvoller sechsgeschossiger Monumentalbau, neungeschossiger ehemaliger Wasserturm, 1906, Architekt Adolf Lipps | weitere Bilder Fotos hochladen |
| Amtsgericht und Gerichtsgefängnis               | Wittelsbachstraße 10 Lage                                      | 1928/29                 | repräsentativer großvolumiger Komplex, langgestreckte dreigeschossige Walmdachbauten, 1928/29, Entwurf Landbauamt Speyer | weitere Bilder Fotos hochladen |
| Wohnhaus                                        | Wittelsbachstraße 56 Lage                                      | 1910                    | breitgelagertes viergeschossiges Zeilenwohnhaus mit Mansarddach, sandsteingegliederter Jugendstilbau, 1910, Architekt Otto Schittenhelm | Fotos hochladen                |
| Wohnhaus                                        | Wittelsbachstraße 59 und Lisztstraße 121 Lage                  | 1926/27                 | fünfgeschossiger Eckwohnkomplex mit Walmdach, kunststeingegliederter Putzbau, 1926/27, Architekt Ernst Schibel | Fotos hochladen                |
| Wohnhaus                                        | Wittelsbachstraße 61 Lage                                      | 1919/20                 | monumentales viergeschossiges Eckwohnhaus, großbürgerlicher Mansardwalmdachbau, barockklassizistische Motive, 1919/20, Entwurf Städtisches Hochbauamt | Fotos hochladen                |
| Wohnhaus                                        | Wittelsbachstraße 71 Lage                                      | 1919                    | anspruchsvolles viergeschossiges Zeilenwohnhaus mit abgewalmtem Mansarddach, neuklassizistische Motive, 1919, Entwurf Städtisches Hochbauamt; straßenbildprägend | Fotos hochladen                |
| Wittelsbachschule                               | Wittelsbachstraße 73 und Rottstraße 52 Lage                    | 1901                    | repräsentativer dreigeschossiger Komplex; Hauptgebäude: Dreiflügelanlage mit Walmdächern, 1901, Rahmenentwurf des Stadtbauamtes; Turnhalle: Backsteinbau, 1902; großvolumiger L-förmige Trakt mit Walmdächern, Jugendstilmotive, 1908                                      | Fotos hochladen                |
| Wohnhaus                                        | Wittelsbachstraße 75/77 Lage                                   | 1919                    | viergeschossiges großbürgerliches Zeilen-Doppelwohnhaus mit abgewalmtem Mansarddach, neuklassizistische Motive, 1919, Entwurf Städtisches Hochbauamt; straßenbildprägend                                                                                                   | Fotos hochladen                |
| Wohnhaus                                        | Wittelsbachstraße 79 Lage                                      | 1906                    | viergeschossiger Sandsteinquaderbau mit Mansarddach, Jugendstilmotive, 1906, Architekten Türk & Sohn; straßenbildprägend; mit Ausstattung | Fotos hochladen                |
| Wohnhaus                                        | Wittelsbachstraße 81 Lage                                      | 1906                    | viergeschossiger Sandsteinquaderbau mit Mansarddach, Jugendstilmotive, 1906, Architekten Türk & Sohn; straßenbildprägend; mit Ausstattung | Fotos hochladen                |
| Wohnhaus                                        | Wittelsbachstraße 88 Lage                                      | 1907                    | viergeschossiges Zeilenwohnhaus, Sandsteinquaderbau, reicher Jugendstildekor, 1907, Architekt Johann Orth | Fotos hochladen                |
| Katholisches Pfarrhaus                          | Wredestraße 24 Lage                                            | um 1860                 | repräsentativer zweieinhalbgeschossiger spätklassizistischer Putzbau mit Nischenfigur, um 1860, rückwärtig 1913/14 verändert | weitere Bilder Fotos hochladen |